# Parevania schlettereri
Parevania schlettereri är en stekelart som först beskrevs av Bradley 1908.  Parevania schlettereri ingår i släktet Parevania och familjen hungersteklar. Inga underarter finns listade i Catalogue of Life.